# Fynsmesterskab
Et fynsmesterskab er et mesterskab, der afgør, hvem der er den bedste indenfor den givne sportsgren på Fyn. Der afholdes fynsmesterskaber i mange sportsgrene, bl.a. tennis og badminton.